# Žlíbek (přírodní památka)
Žlíbek je přírodní památka v  lokalitě Rašovice v okrese Vyškov. Přírodní památka byla zřízena vyhláškou Okresního úřadu Vyškov ze dne 28. června 1990. Leží jižně od města Bučovice. Důvodem ochrany je uchování xerotermních rostlinných a živočišných společenstev ponticko-panonského typu.